# Sadki (obwód lwowski)
Sadki (ukr. Садки, Sadku; hist. Sadki Królewskie) – wieś na Ukrainie w obwodzie lwowskim, w rejonie żydaczowskim. Liczy 270 mieszkańców.
Dawniej folwark na obszarze dworskim wsi Chodorów.